# Caulospongia perfoliata
Caulospongia perfoliata är en svampdjursart som först beskrevs av Jean-Baptiste Lamarck 1814.  Caulospongia perfoliata ingår i släktet Caulospongia och familjen Suberitidae. Inga underarter finns listade i Catalogue of Life.